# Whale (金世正單曲)
《Whale》是韓國女歌手世正推出的第三張個人單曲，也是第一首被選為主打歌的自創曲，2020年8月17日線上數位發行。〈Whale〉名稱的由來，是將「曾經無所畏懼的自己」比喻成鯨魚，隱含「尋找自我」的意義
。

## 製作及發行
2020年8月9日，Jellyfish娛樂宣佈將為世正推出第三首個人單曲，並發佈載有單曲名稱《Whale》的預告片段。
8月10日，gugudan透過官方Twitter宣布成員世正將在8月17日回歸，推出第三張個人數位單曲《Whale》，並同步釋出預告片。8月12日在gugudan官方Twitter發布概念照，隔日〈Whale〉音源公開，同月17日於線上平台數位發行。

## 發行資料
| 發行地區 | 發行日期      | 發行方式 | 唱片公司      |
|          | 2020年8月17日 | 數位下載 | Jellyfish娛樂 |

## 單曲銷量排行
| 排行榜     | 最高位置 |
| Gaon Chart | 114st    |

## 外部連結
- gu9udan 官方Youtube頻道（页面存档备份，存于）
- gu9udan 官方vlive頻道（页面存档备份，存于）